# Антиклерикализм
Антиклерикали́зм (от др.-греч. άντι — против и κληρικός — клирик), антиклерика́льная поли́тика — это оппозиция религиозной власти, обычно в социальных или политических вопросах.
Исторический антиклерикализм был, в основном, против влияния римского католицизма. Антиклерикализм связан с секуляризмом, который стремится снизить влияние клира на все аспекты общественной и политической жизни.
На волне просвещения XVII века, когда атеизм в Западной Европе пережил первую большую волну распространения, антиклерикализмом стали называть любые антицерковные позиции; независимо от сопутствующего вероисповедания или радикальности антиклерикальных позиций.

## Отличия от атеизма
Несмотря на схожесть с атеизмом, антиклерикализм имеет свои отличительные черты:
- антиклерикализм не отрицает существование Бога[5] и других сверхъестественных явлений, о существовании которых говорит религия,
- антиклерикализм отрицает не истинность религии как таковой, а претензии церкви на исключительную роль в общественной жизни.

## История антиклерикализма

### Европа

#### Франция
Революция (Переворот)

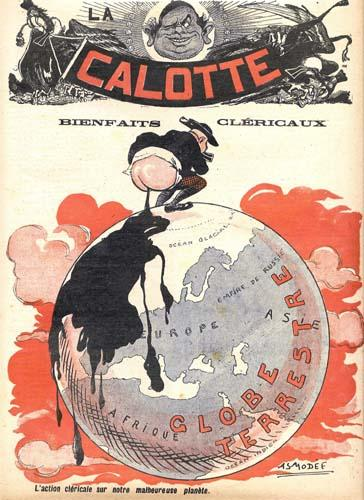
Иллюстрация во французском антиклерикальном журнале La Calotte в 1908 году.

Гражданская конституция духовенства была принята 12 июля 1790 года, требуя от всех священнослужителей присяги на верность французскому правительству и, как следствие, растущему антиклерикальному национальному учредительному собранию. Все из 160 епископов, кроме семи, отказались от присяги, как и половина приходских священников.
Антиклерикализм во время Французской революции первоначально начался с нападок на церковную коррупцию и богатство высшего духовенства, действия, с которым могли отождествить даже многие христиане, поскольку римско-католическая церковь играла доминирующую роль в дореволюционной Франции. В течение двухлетнего периода, известного как эпоха террора, эпизоды антиклерикализма становились все более жестокими, чем в современной европейской истории. Новые революционные власти подавили церковь; отменил католическую монархию; национализированная церковная собственность; сослал 30000 священников и убил ещё сотни. Многие церкви были преобразованы в «храмы разума», в которых проводились атеистические службы. Было много научных дискуссий о том, было ли движение мотивировано народом.
Когда Папа Пий VI выступил против революции в Первой коалиции (1792—1797), Наполеон Бонапарт вторгся в Италию (1796). Французские войска заключили в тюрьму Папу в 1799 году, и он умер после шести недель плена. После перемены настроения Наполеон затем восстановил католическую церковь во Франции с подписанием Конкордата 1801 года и запретил Культ Высшего Существа. Многие антиклерикальные политики продолжались. Когда наполеоновские армии вступали на территорию, монастыри часто были разграблены, а церковная собственность секуляризирована.

#### Третья французская республика
Дальнейшая фаза антиклерикализма произошла в контексте Французской третьей республики и её разногласий с католической церковью. До принятия в 1905 году французского закона о разделении церквей и государства католическая церковь пользовалась преференциальным режимом от французского государства (формально наряду с иудейской, лютеранской и кальвинистской религиями меньшинств, но на практике с гораздо большим влиянием, чем те). В 19 веке в государственных школах в качестве преподавателей использовались, в основном, священники, а в школах преподавалась религия (учителя также были обязаны вести класс в месса). В 1881—1882 гг. Правительство Жюля Ферри приняло законы, устанавливающие бесплатное образование (1881 г.) и обязательное и непрофессиональное образование (1882 г.), дающие основу французского государственного образования. Третья республика (1871—1940) прочно утвердилась после кризиса 16 мая 1877 года, спровоцированного католическими легитимистами, пожелавшими вернуться к старому порядку.
В 1880 и 1882 годах монахи-бенедиктинцы-преподаватели были фактически сосланы. Это продлилось до 1901 года.

#### Германия

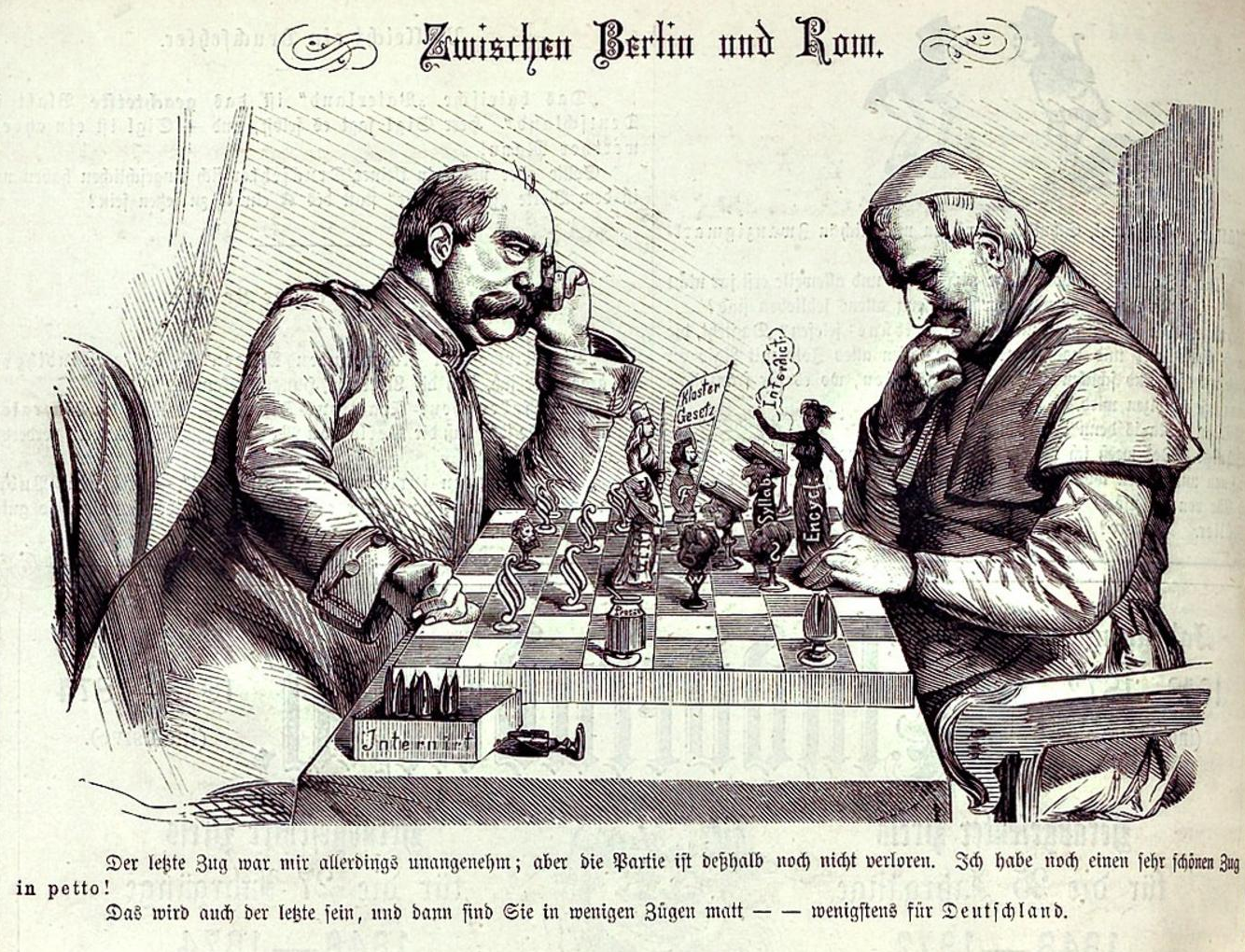
«Между Берлином и Римом», с Бисмарком слева и Папой Римским справа. Кладдерадач, 1875

«Культуркампф» (нем. Kulturkampf — «борьба за культуру») период жёсткой борьбы правительства Германской империи во главе с канцлером Отто фон Бисмарком за установление государственного контроля над Римско-католической церковью.
Бисмарк ускорил Культуркампф, который не распространялся на другие немецкие государства, такие как Бавария (где католики были в большинстве). Как сказал один ученый, «нападение на церковь включало ряд прусских дискриминационных законов, которые заставляли католиков чувствовать себя по понятным причинам преследуемыми в преимущественно протестантской нации». Иезуиты, францисканцы, доминиканцы и другие ордена были изгнаны в кульминацию двадцатилетней истерии против иезуитов и антимонаты.

#### Австрия (Священная Римская империя)
Император Иосиф II (император 1765—1790) выступил против того, что он назвал «contemplative» религиозными учреждениями, которые он воспринимал как не приносящие ничего хорошего для общества. Его политика по отношению к ним включена в то, что называется Иосифизм.
Иосиф постановил, что австрийские епископы не могут напрямую общаться с курией. Более 500 из 1188 монастырей в австро-славянских землях (и ещё сто в Венгрии) были распущены, а государство забрало 60 миллионов флоринов. Это богатство было использовано для создания 1700 новых приходов и учреждений социального обеспечения.
Образование священников также было взято из Церкви. Джозеф основал шесть государственных (англ. «General Seminaries») Генеральных семинарий. В 1783 году Патент о браке рассматривал брак как гражданский договор, а не религиозный институт.
Католические историки утверждают, что между Иосифом и антиклерикальными масонами существовал союз.

#### Антиклерикализм в Аргентине
Первая антиклерикальная напряженность возникла в Аргентине во время первого президентства Хулио Архентино Рока (1880—1886), в ходе которого, преследуя план разделения между Церковью и государством, была снята с должности служба занимающиеся брачными союзами. Преподавание религии в государственных школах по закону, предложенному бывшим президентом Доминго Фаустино Сармьенто, который заявил: («I frati e le suore si impossessarono dell’educazione per abbrutire i nostri bambini… Ignoranti per principio, fanatici che uccidono la civiltà … erba dannosa che bisogna estirpare» «Монахи и монахини овладели образованием, чтобы жестоко обращаться с нашими детьми… Принципиально невежественные фанатики, убивающие цивилизации… вредная трава, которую нужно искоренить»)[проверить перевод] Апостольское собрание Луиджи Матера отреагировало твердо, но правительство отозвало его полномочия и изгнало его из страны, что привело к прерыванию дипломатических отношений между Аргентиной и Святым Престолом на несколько лет.
В течение первого перонистского периода были некоторые антиклерикальные отношения и законы. Первоначально отношения между правительством Хуана Доминго Перона и его жены Эвиты и церковными иерархиями были хорошими, и перонизм вовсе не был антирелигиозным, но они сломались, когда Перон узаконил аборт и способствовал разводу, вводя законы, которые препятствует религиозному образованию.
Во время своего второго срока Перон не разделял стремления Церкви продвигать католические политические партии. Наконец, некоторые перонистские законы вызвали недовольство у епископов: в 1954 году правительство запретило религиозное образование в школах, попыталось узаконить проституцию, принять закон о разводе и продвинуть конституционную поправку, чтобы полностью отделить государство от церкви. Перон также публично обвинил духовенство в саботаже. 14 июня 1955 года во время праздника Тела и Крови Христовых епископы Мануэль Тато и Рамон Новоа выступили с антиправительственными речами. Это был переломный момент: в ту же ночь группы перонистов напали и сожгли несколько церквей в Буэнос-Айресе. Перон стал открыто антиклерикальным и через два дня после этих событий он был отлучен от церкви папой Пием XII.

#### Португалия
Падение монархии в республиканской революции 1910 года привело к новой волне антиклерикальной активности. Большая часть церковного имущества была передана под государственный контроль, и церкви не было разрешено наследовать имущество. Революция и республика, которые приняли «враждебный» подход к вопросу разделения церкви и государства, как, например, французская революция, испанская конституция 1931 года и мексиканская конституция 1917 года.

## Антиклерикализм в коммунистических государствах
Многие коммунистические правительства, которые практиковали государственный атеизм, были жестокими и антиклерикальными, отменяя религиозные праздники, навязывая единственное учение атеизма в школах, закрывая церкви, монастыри, школы и религиозные институты. Частный культ оставался официально разрешённым, за исключением Албании, которая ввела атеизм также в свою собственную Конституцию. На Кубе публичные религиозные демонстрации были объявлены законными только в 1993 году. В некоторых сильно католических государствах, таких как Польша, Церковь терпимо относилась к религиозной сфере и не вмешивалась и не критиковала коммунистическое правительство.
В Российской империи, а затем в Советском Союзе в марте 1922 года было официально принято решение о реквизиции драгоценных предметов, принадлежащих духовенству, с целью устранения последствий голода, сопровождавшего их во время войны. Однако многие полагают, что это положение было фактически направлено на то, чтобы спровоцировать реакцию церковников (которые считали священные литургические облачения), чтобы они могли преследовать их «с разумом». Фактически имело место около тысячи эпизодов «сопротивления», после чего революционные трибуналы наложили смертную казнь на 28 епископов и 1215 священников и приговорили к тюремному заключению около 100 епископов и десять тысяч священников. Всего в ходе этой «инициативы» было убито около восьми тысяч представителей духовенства.
В Советском Союзе антиклерикализм был выражен через государство; только в первые пять лет после большевистской революции казнили 28 епископов и 1200 священников.

## Известные антиклерикалы

### до н. э.
- Тит Лукреций Кар

### XI—XIII век
- Гогенштауфены[2]
- Гибеллины[38]

### XIV—XV века
- Леонардо Бруни
- Поджо Браччолини
- Лоренцо Валла

### XVI—XVII века
- Джордано Бруно
- Пьер Бейль

### XVIII—XIX века
- Джон Толанд
- Вольтер
- Жак-Антуан Дюлор
- Лев Толстой
- Линхарт, Антон Томаж
- Джереми Бентам
- Аббат
- Отто фон Бисмарк

### XX век
- Жорес Алфёров
- Виталий Гинзбург
- Кристофер Хитченс
- Ричард Докинз
- Дэниел Деннет
- Сэм Харрис
- Мустафа Кемаль Ататюрк